# Monastyryska
Monastyryska (ukrajinsky Монастириська, rusky Монастыриска – Monastyriska, polsky Monasterzyska) je město v Ternopilské oblasti na Ukrajině. K roku 2004 měla přes šest tisíc obyvatel.

## Poloha
Monastyryska leží na říčce Koropci, levém přítoku Dněstru. Od Ternopilu, správního střediska oblasti, je vzdálena bezmála šedesát kilometrů jihozápadně.

## Dějiny
První písemná zmínka o obci je z roku 1433. V roce 1454 se stala městem magdeburského práva. Do roku 1772 byla součástí Republiky obou národů.
Po dělení Polska připadla Monastyryska do rakouské Haliče.
Po rozpadu Rakouska-Uherska v roce 1918 a po krátkém období, kdy byla součástí Západoukrajinské lidové republiky, ji v červenci 1919 obsadili v rámci Polsko-ukrajinské války Poláci, kterým následně 21. listopadu 1919 odsouhlasila držení východní Haliče Pařížská mírová konference. V meziválečném období proto byla Monastyryska součástí Tarnopolského vojvodství druhé Polské republiky.
V rámci druhé světové války ji nejprve obsadil Sovětský svaz a pak až do roku 1944 drželo nacistické Německo. Po konci války připadlo město Sovětskému svazu, ve kterém bylo součástí Ukrajinské sovětské socialistické republiky. V roce 1991 se stalo součástí samostatné Ukrajiny.

## Osobnosti
- Olena Kysilevská (1869–1956), ukrajinská spisovatelka, novinářka a aktivistka